# 橫列叉舌鰕虎
橫列叉舌鰕虎（学名：Glossogobius circumspectus），又名鈍吻舌鰕虎魚，为鰕虎科叉舌鰕虎屬下的一个种。